# Toxorhina (Toxorhina) centralis
Toxorhina (Toxorhina) centralis is een tweevleugelige uit de familie steltmuggen (Limoniidae). De soort komt voor in het Neotropisch gebied.